# Левятский
Левятский — починок в Кезском районе Удмуртской республики.

## География
Находится в северо-восточной части Удмуртии на расстоянии приблизительно 29 км на север-северо-восток по прямой от районного центра поселка Кез.

## История
Известен с 1891 года. В 1905 году здесь было учтено 13 дворов, в 1924 — 15. В 1939 году отмечался как деревня Левята. До 2021 года входил в состав Мысовского сельского поселения.

## Население
Постоянное население составляло 66 человек (1905), 64 (1924, все русские), 28 человек (русские 93 %), 12 в 2012.